# Kressow

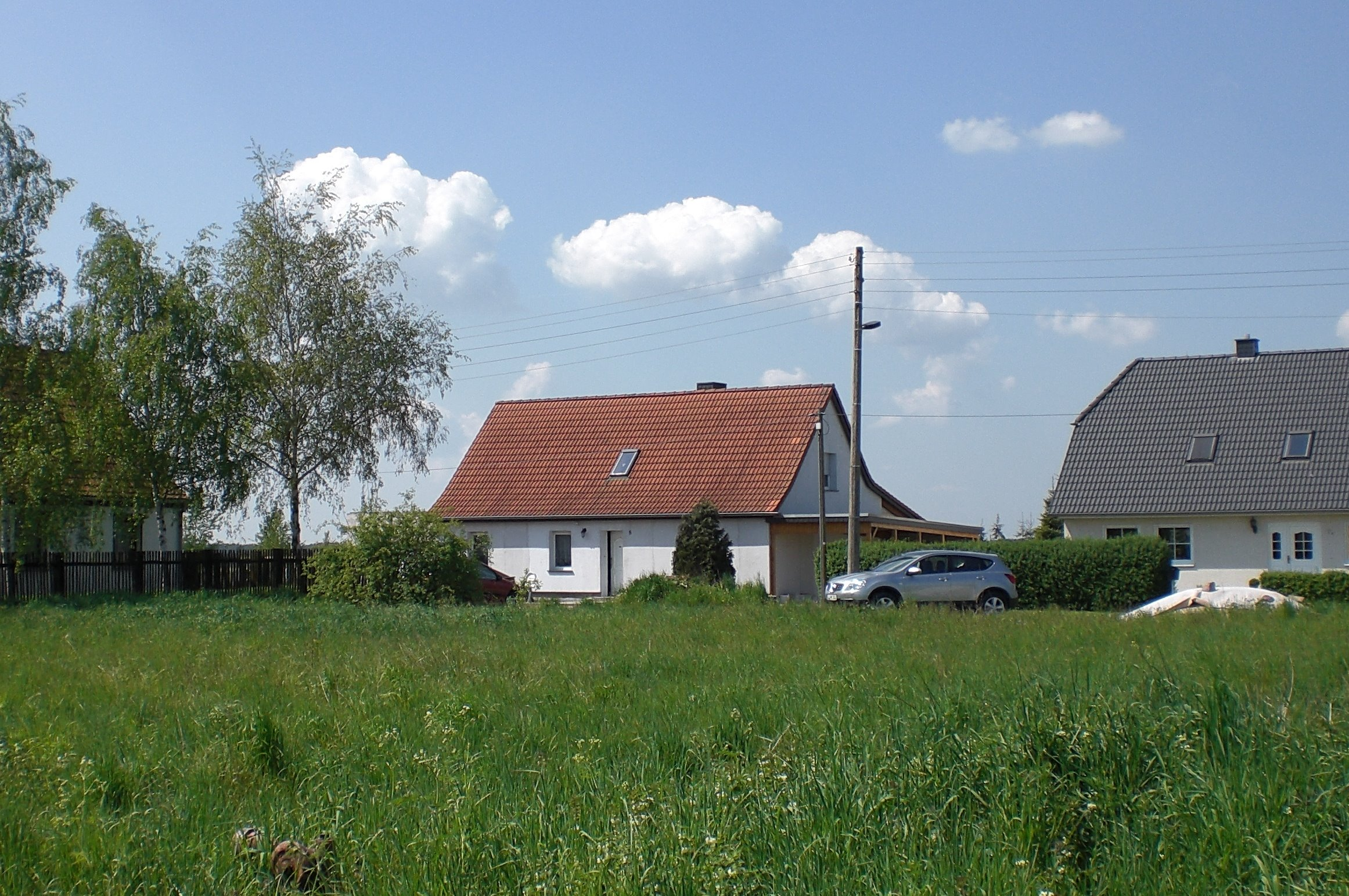
Wohnhäuser in Kressow

Kressow ist ein Ortsteil der Ortschaft Dannigkow der Stadt Gommern im Landkreis Jerichower Land in Sachsen-Anhalt.

## Geographie
Der kleine Ort liegt unmittelbar südlich der Bundesstraße 184 zwischen Dannigkow und Leitzkau.
Naturräumlich gehört der Ort zum Zerbster Land, einer ackergeprägten offenen Kulturlandschaft und 536 km² großen Haupteinheit der übergeordneten Haupteinheitengruppe des Fläming im norddeutschen Tiefland. Das Zerbster Land bildet die Südwestabdachung des Flämings zur Elbe und gehört zum Einzugsgebiet dieses Flusses.

## Geschichte
Eine erste Erwähnung des Ortes erfolgte 1158 als Crussowe. Der Ort wurde jedoch zur Wüstung. Später wurde die Besiedlung dann als Vorwerk wieder aufgenommen. Ende des 19. Jahrhunderts wurde nördlich des Ortes, parallel zur heutigen Bundesstraße eine von Loburg nach Gommern führende Eisenbahnstrecke mit einer Spurweite von 750 mm gebaut. 1960 wurde diese Strecke stillgelegt.

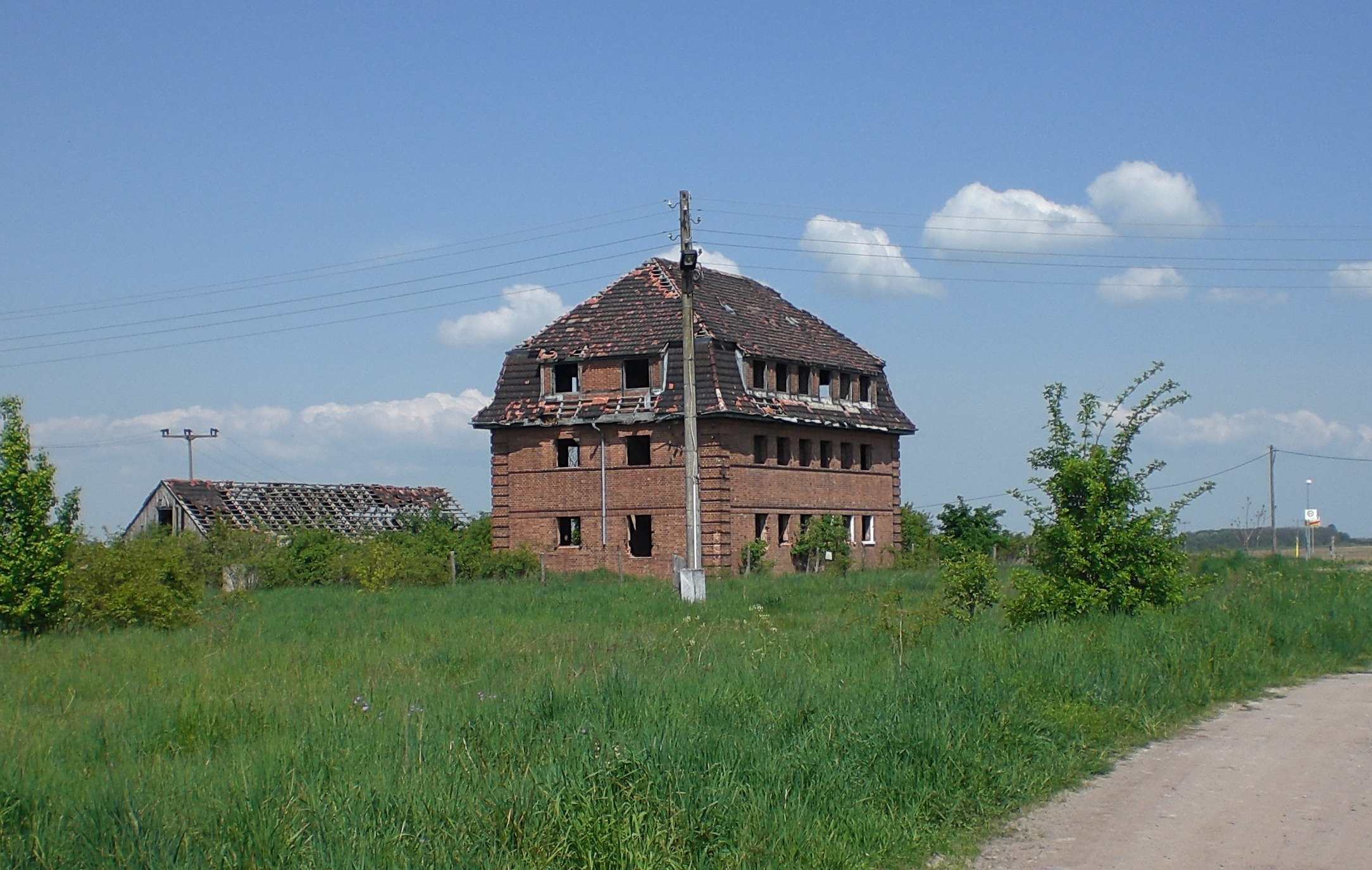
Ruine an der Nordseite des Ortes

Am 1. Januar 2005 wurde Dannigkow und damit auch der Ortsteil Kressow Teil der Einheitsgemeinde Gommern.